# 카오루와 토모키, 때때로 무크.
카오루와 토모키, 때때로 무크.(일본어: 薫と友樹、たまにムック。 카오루와 토모키, 가끔 무크.[*])는 2011년 결성된 일본의 음악 유닛이다. 마루모의 규칙(후지 TV의 TV 드라마)의 주제가《마루 마루 모리 모리!》를 노래한 것으로 유명하다.

## 멤버
- 아시다 마나(사사쿠라 카오루)
- 스즈키 후쿠(사사쿠라 토모키)
- 오카 료(무크)

## 싱글
| #   | 발매일          | 제목                                                   | 최고 순위 | 최고 순위 | 최고 순위 |
| #   | 발매일          | 제목                                                   | 오리콘    | Hot 100   | RIAJ DL   |
| --- | --------------- | ------------------------------------------------------ | --------- | --------- | --------- |
| 1st | 2011년 5월 25일 | 마루 마루 모리 모리! マル・マル・モリ・モリ!           | 2         | 2         | 1         |
| 2nd | 2014년 9월 24일 | 마루 마루 모리 모리! 2014 マル・マル・モリ・モリ! 2014 |           |           |           |

## 업적
- 2011년 12월 10일 - 제44회 일본유선대상의 신인상과 특별상을 수상.[4][5]
- 2011년 12월 30일 - 제53회 일본 레코드 대상의 특별상을 수상.[6]
- 2011년 12월 31일 - 제62회 NHK 홍백가합전에 출장.[7] 이때, 아시다 마나와 스즈키 후쿠는 홍백가합전에 최연소 출장했다(7세 첫출장).[8]